# Pfarrkirche Kleinschweinbarth

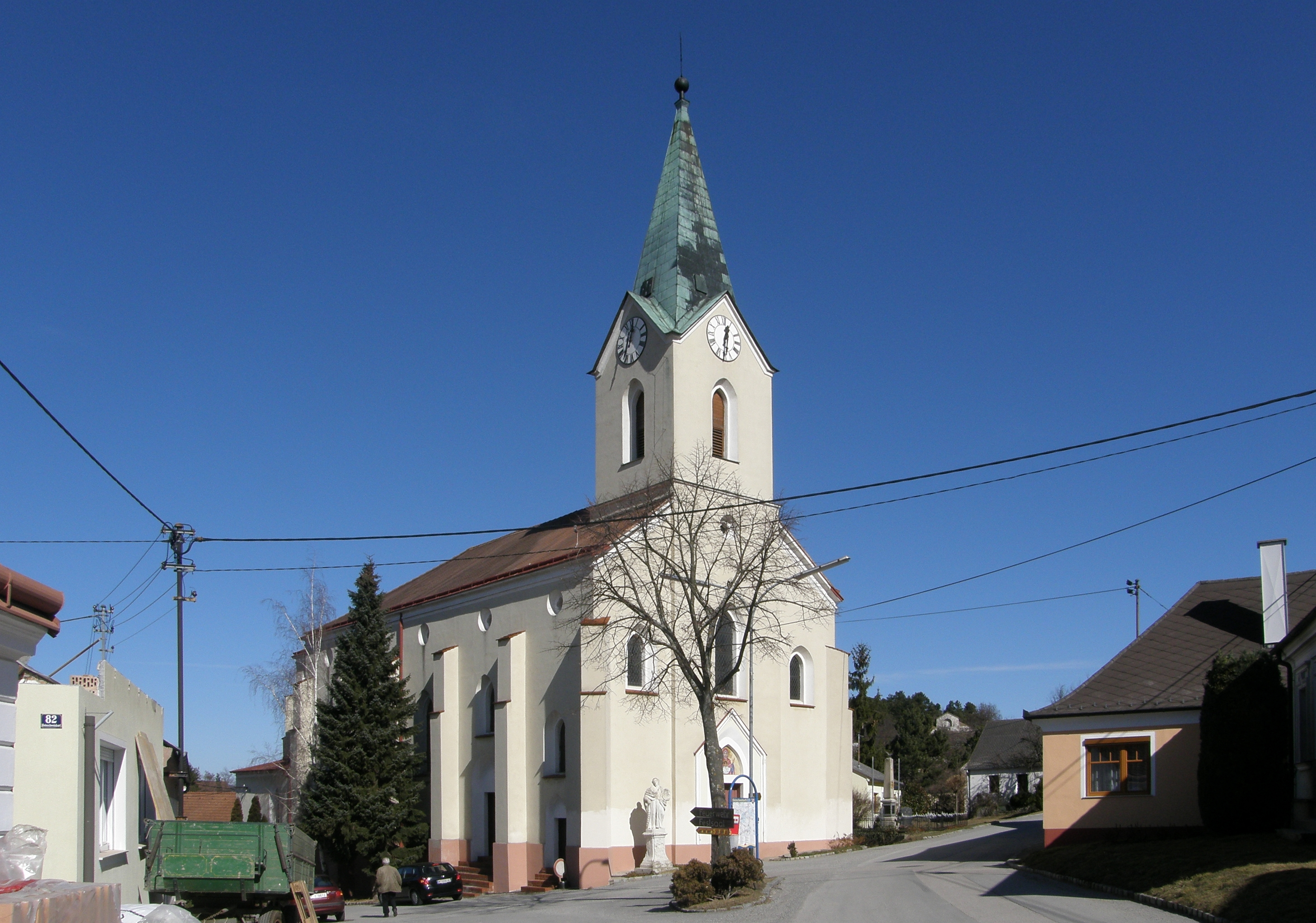
Katholische Pfarrkirche Unsere Liebe Frau in Kleinschweinbarth

Langhaus, Blick zum Chor

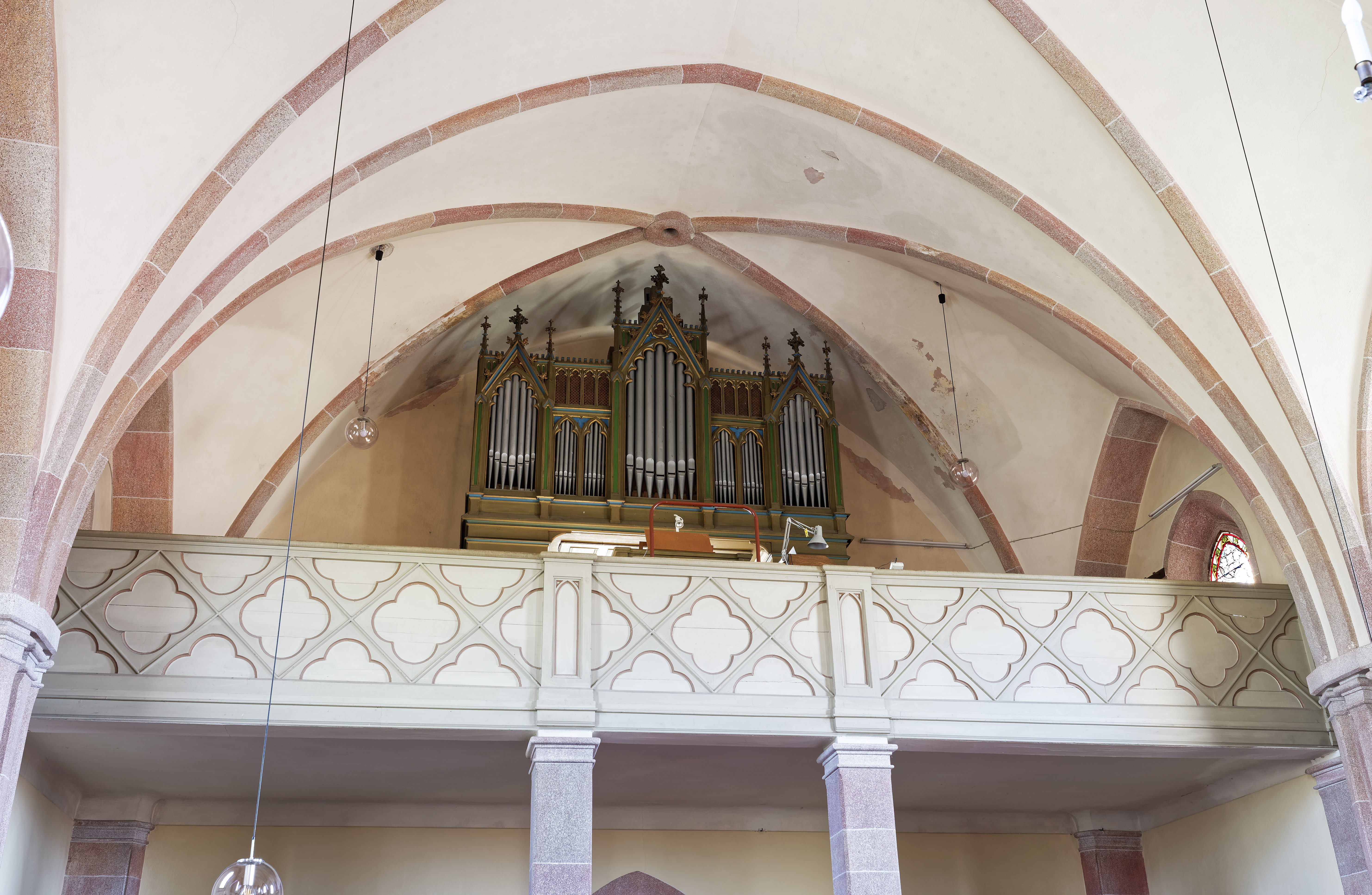
Blick zur Empore mit der Kirchenorgel

Die römisch-katholische Pfarrkirche Kleinschweinbarth steht auf einer platzartigen Ausweitung an der Hauptstraße in der Ortschaft Kleinschweinbarth in der Gemeinde Drasenhofen im Bezirk Mistelbach in Niederösterreich. Die dem Patrozinium Unsere Liebe Frau unterstellte Pfarrkirche gehört zum Dekanat Poysdorf der Erzdiözese Wien. Die Kirche steht unter Denkmalschutz (Listeneintrag).

## Geschichte
Die Pfarre wurde 1947 gegründet.
Der neugotische Kirchenbau wurde von 1870 bis 1874 erbaut.

## Architektur
Das Kirchenäußere zeigt ein Langhaus und einen Chor auf einem hohen Sockel, welcher das gegen Norden abfallende Gelände ausgleicht. Die Kirche hat umseitig abgetreppte Strebepfeiler und Spitzbogenfenster. Die nach Norden orientierte Kirche hat einen in die Südfront eingestellten Fassadenturm mit einem Giebelspitzhelm und spitzbogige Schallfenster. Das rechteckige Hauptportal hat eine spitzbogige Rahmung und einen Blendgiebel. Der Chor ist eingezogen, im westlichen Chorwinkel steht der Sakristeianbau.
Das Kircheninnere zeigt ein vierjochiges Langhaus unter einem Kreuzrippengewölbe auf Wandpfeilern mit Vorlagen. Die Orgelempore steht auf zwei Pfeilern. Der eingezogene Triumphbogen ist spitzbogig. Der einjochige Chor mit einem Kreuzrippengewölbe auf Konsolen hat einen Fünfachtelschluss, ein spitzbogiger Gurt verbindet Chorjoch und Apsis.

## Einrichtung
Die Einrichtung ist einheitlich aus der Bauzeit.
Der Hochaltar als neugotischer Schnitzaltar zeigt in Nischen die Schnitzfiguren Maria als Himmelskönigin zwischen den Heiligen Florian und Sebastian. Der Seitenaltar zeigt die Schnitzfigur hl. Josef in neugotischer Rahmung. Die Kanzel hat Relieffiguren am Korb, der Schalldeckel trägt die Schnitzfigur Christus als Guter Hirte.
Die Orgel baute Franz Capek 1909.